# Olympias von Konstantinopel
Olympias von Konstantinopel (auch Olympia oder Olympiada; * um 368 in Konstantinopel; † 25. Juli 408 in Nikomedia) war eine Diakonin und Äbtissin.

## Leben
Olympias stammte aus der Familie der Anicier und damit aus dem spätantiken oströmischen Hochadel. Ihr Vater war der Senator Anicius Secundus, ihre Mutter die Tochter des Eparchen Eulalios, die in erster Ehe mit dem armenischen König Arsak verheiratet gewesen war. Die Eltern starben früh und ihr Onkel, der Stadtpräfekt von Konstantinopel, wurde Olympias’ Vormund. Erzogen wurde sie von der Schwester von Ampilochius, dem Bischof von Iconium. Mit 18 Jahren wurde sie mit einem Mann namens Nebridius verlobt, der Schatzmeister (comes rerum privatarum) des Kaisers Theodosius I. war. Nebridius starb etwa zwei Monate nach der Heirat, nach manchen Quellen wurde die Ehe nie vollzogen.
Verwitwet, entschloss sich Olympias unverheiratet zu bleiben und ihr Leben und ihr Vermögen in den Dienst von Gott und ihrem Nächsten zu stellen.
Ein Verwandter des Kaisers Theodosius wollte die schöne und reiche junge Witwe heiraten, doch sie hatte auch für den direkten Wunsch des Kaisers nur ein entschiedenes Nein, unter anderem mit der Begründung, dass Gott sie durch den Tod ihres Mannes von der Unterwerfung unter einen Mann befreit habe. Der beleidigte Freier verklagte sie beim Kaiser, dass sie ihr Vermögen verschleudere, worauf Theodosius sie und ihr Vermögen bis zu ihrem dreissigsten Jahr unter Vormundschaft stellen ließ. Der Vormund versuchte erfolglos, sie zum Nachgeben zu zwingen, indem er ihr jeden geistlichen Verkehr und sogar den Kirchgang verbot. Dem Kaiser schrieb sie, sie danke ihm, dass er ihr die Verwaltung ihres Vermögens abgenommen habe, bitte ihn jedoch darum, dass er ihren Vormund befehle, es den Armen zu geben. Daraufhin gab der Kaiser nach.
Als sie wieder Verfügungsgewalt über ihr Vermögen hatte, nahm sie ihre Wohltätigkeit wieder auf, spendete für Arme weit über Konstantinopel hinaus, für den Freikauf von Sklaven, baute eine Herberge für Pilger und Geistliche, während sie selbst sehr asketisch lebte.
Der Patriarch Nektarios I. weihte sie zur Diakonin, obwohl sie das vorgeschriebene Alter von vierzig Jahren noch nicht erreicht hatte. Das geistliche Amt der Diakonin entsprach nicht einfach dem des männlichen Diakons, sondern war eigens strukturiert; Diakonissen waren meist karitativ tätig und kümmerten sich bei der Taufvorbereitung und Taufbegleitung um Frauen.
Als Johannes Chrysostomos Patriarch wurde, wurde er der geistliche Vater ihres Klosters, das direkt neben der Bischofskirche lag. Daraus entstand eine freundschaftliche Beziehung. Chrysostomos befasste sich nicht selbst mit der Verteilung ihrer Almosen, wie Nektarios es getan hatte, aber er ermahnte sie, ihre Wohltätigkeit gezielter auf die auszurichten, die wirklich in Not waren und nicht jedem zu geben, der sie um Geld fragte.
In die Intrige, die zur Verbannung von Chrysostomos führte, war sie insofern verwickelt, als die vier Mönche, die vor dem Patriarchen Theophilos von Alexandria geflohen waren und in Konstantinopel Zuflucht suchten, in ihrer Herberge aufgenommen wurden. Theophilos gehörte auch nach der Verbannung von Chrysostomos zu ihren Gegnern, wobei einige Biografen das weniger auf die Beherbergung der Mönche zurückführen als darauf, dass sie ihn nicht seinen Erwartungen entsprechend finanziell unterstützt habe.
Nach der Verbannung von Chrysostomos kam es zu einem Brand in der Hagia Sophia, der seinen Anhängern zur Last gelegt wurde. Auch Olympias wurde deshalb angeklagt und verteidigte sich sehr energisch. In der Folge kam es zu zahlreichen weiteren Anklagen. Sie wurde ohne Gerichtsverfahren zu einer hohen Geldstrafe verurteilt, weil sie sich konsequent weigerte, mit Arsacius, dem Nachfolger von Chrysostomos, Kommunion zu halten. Sie wurde vor öffentliche Gerichte geschleppt, Soldaten zerrissen ihre Kleider, der Pöbel verwüstete ihre Güter. Attikus, der Nachfolger von Arsacius, löste ihr Kloster auf und sie verbrachte ihre letzten Jahre im Exil in Nikomedien, wo sie auch starb.
Sie unterstützte Chrysostomos in der Verbannung, wodurch er Armen helfen und Sklaven loskaufen konnte, sandte ihm auch Medikamente für seinen eigenen Gebrauch, wenn er gesundheitliche Probleme hatte.
Olympias war in ihrer Zeit eine emanzipierte Frau, hochgebildet, energisch und willensstark, die von vielen Kirchenvätern ihrer Zeit hoch geachtet war. Sie korrespondierte mit Gregor von Nazianz, Peter von Sebaste und Ampilochius von Iconien; Gregor von Nyssa widmete ihr seinen Kommentar zum Hohen Lied; der Kirchenhistoriker Sozomenos berichtet ausführlich über sie.  Chrysostomos, einer der besten Theologen seiner Zeit, schreibt ihr im zehnten Brief: „Du besitzt Erkenntnis, die mächtiger ist als jeder Wintersturm, du besitzt die Kraft der Seele eines Philosophen, welche stärker ist als jede Tausendschaft an Soldaten und mächtiger als Waffen, sicherer als Türme und Wälle“.

## Gedenktag
Olympias Gedenktag in der orthodoxen Kirche ist ihr Todestag, der 25. Juli, in der katholischen Kirche ist es der 17. Dezember.